# 新布莱顿 (新西兰)
新布莱顿（英語：New Brighton）是新西兰基督城的沿海郊区，位于基督城中心市以东8公里（5.0英里）。根据2013年的人口普查，它的人口为2,442人。2011年基督城地震给该地区造成了重大损失。新布萊頓的名稱是該地區早期定居者威廉·费（William Fee）一时兴起決定的。        